# Мцхета (муніципалітет)
Мцхетський муніципалітет (груз. მცხეთის მუნიციპალიტეტი) — адміністративна одиниця мгаре Мцхета-Мтіанеті, Грузія. Адміністративний центр — місто Мцхета.

## Населення
Станом на 1 січня 2014 чисельність населення муніципалітету склала 55 651 мешканців.
| Грузини | Азербайджанці | Ассирійці | Осетини | Вірмени | Росіяни |
| 92,04%  | 4,15%         | 1,27%     | 1,23 %  | 0,47 %  | 0,35%   |